# St. Michael (Ruhlkirchen)

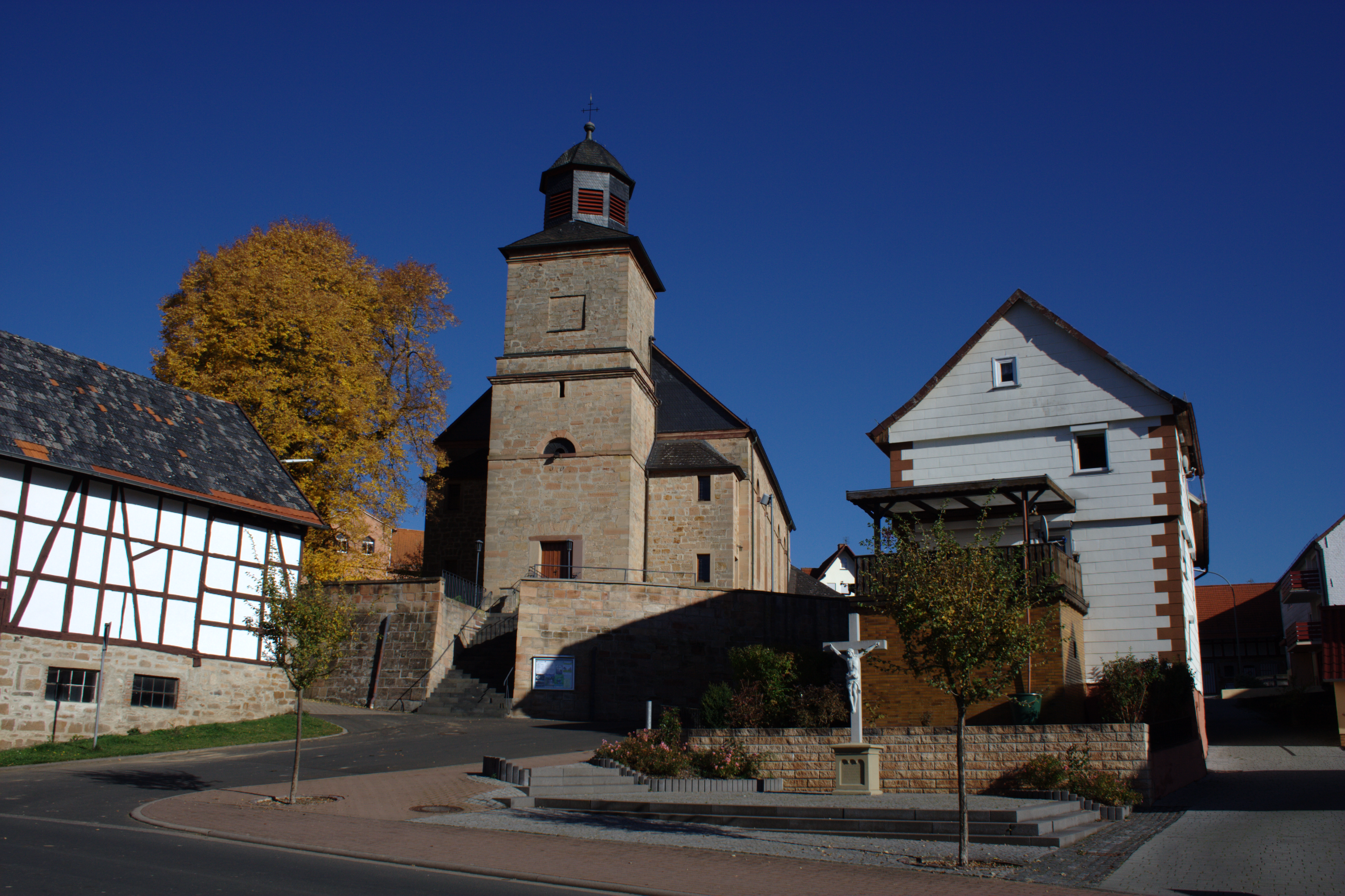
St. Michael (Ruhlkirchen)

Die römisch-katholische Pfarrkirche St. Michael ist ein denkmalgeschütztes Kirchengebäude, das in Ruhlkirchen steht, einem Ortsteil von Antrifttal im Vogelsbergkreis (Hessen). Die Kirche gehört zur Pfarrei Heilige Drei Könige am Vogelsberg in der Region Oberhessen des Bistums Mainz.

## Beschreibung
Die klassizistische Saalkirche wurde 1822–24 nach einem Entwurf des Landbaumeisters Christoph Wilhelm Selig im Rundbogenstil gebaut. Der dreigeschossige Kirchturm im Westen ist älter. Jünger ist allerdings sein sechseckiger, schiefergedeckter, mit einer glockenförmigen Haube bedeckter Aufsatz mit Klangarkaden, der den Glockenstuhl beherbergt. An das Kirchenschiff schließt sich im Osten ein eingezogener Chor mit dreiseitigem Abschluss an. An den Chor wurde 1926 nach Süden die Sakristei angebaut. 
Der Innenraum des Kirchenschiffs wurde 1926/27 neobarock umgestaltet. Dabei wurden die seitlichen Emporen entfernt. Die Fenster im Kirchenschiff und im Chor erhielten neobarocke Glasmalereien. Das Tonnengewölbe des Kirchenschiffs wurde 1970 bemalt, u. a. mit einer Darstellung des heiligen Michael. Der neobarocke Hochaltar enthält eine Plastik mit dem Heiligsten Herzen Jesu. Die erste Orgel wurde 1904 von Fritz Clewing gebaut. Sie wurde 1993 durch eine Orgel mit 15 Registern, zwei Manualen und einem Pedal von Weimbs Orgelbau ersetzt.